# 土橋正臣
土橋 正臣（どばし まさおみ　1966年（昭和41年）4月4日 - ）は、英国アンティークコレクター。英国アンティーク博物館BAM鎌倉館長。株式会社ファーマブリッジ 代表取締役社長。

## 経歴
新潟県新潟市出身。東京都内の大学薬学部進学および1993年、長崎大学大学院修了。大学院では「肝臓の薬物を代謝する経路」を研究。
ファイザー中央研究所の研究員を経て、2007年、株式会社ファーマブリッジを設立。趣味が高じて薬局経営の傍ら、アンティークの輸入、知人宅のインテテリアコーディネートを手掛けるようになる。
鎌倉を拠点に英国アンティーク事業の基盤を構築し、博物館の事業を実現するために、2012年11月、鎌倉アンティークス本店をオープン。2016年9月、鎌倉アンティークス鎌倉山店、2019年1月、鎌倉アンティークス横浜笠間店をオープン。
2022年9月23日に、鎌倉の鶴岡八幡宮の参道沿いに英国アンティーク博物館BAM鎌倉をオープン。隈研吾氏が建築を担当している。
2024年12月1日にオープンした「かわいい生きものミュージアムCAM鎌倉」をプロデュース。
ロンドタクシーのコレクターとして年代別に所有する。

## メディア出演
■ TV
- TBS「よるのブランチ」2025年5月21日放送
- テレビ神奈川「猫のひたいほどワイド」2025年5月1日放送
- フジテレビ「めざましテレビ」2025年1月9日放送
- 日本テレビ「ZIP!」/「NOW！ニッポン」のコーナーで生中継 2024年12月12日放送
- BSフジTV 「洗心~KOKOROTOTONOU~」2024年10月12日 土橋コレクションのロンドンタクシー撮影協力
- テレビ朝日「じゅん散歩」2023年10月23日
- BS日テレ「おぎやはぎの愛車遍歴」2023年7月1日 ロンドンタクシーコレクター
- フジテレビ「ぶらぶらサタデー」2023年4月15日
- フジテレビ「Live News イット!」2022年9月23日
- 日本テレビ「ぶらり途中下車の旅」2022年10月22日
- BS日テレ「ぶらぶら美術・博物館」2022年12月6日
- フジテレビ「ぶらぶらサタデー」2022年12月31日
- J:COM「横浜人図鑑」　2019年12月7日

■ ラジオ
- FMヨコハマ「Baile Yokohama」2023年10月22日
- Inter FM 89.7 「Lazy Sunday」
- 鎌倉FM 「NO ANTIQUE NO LIFE」
- ラジオ日本「きのうの続きのつづき」
- J-WAVE「LOHAS TALK」
- FMヨコハマ「Nac to the world」2022年7月24日
- FMヨコハマ「鎌倉まめヴィアージュ」2022年12月10日
- FMブルー湘南「SUNDAYブルー湘南」2022年12月23日

■ 新聞　
- 毎日新聞「食と旅」2023年10月24日
- 日本経済新聞 朝刊 文化欄 2020年1月21日　「タクシーが運ぶ英国愛」
- 朝日新聞「探訪KANAGAWA ART」　2022年12月7日　「鎌倉と英国との意外なつながり」
- 読売新聞「くろーずあっぷ」　2022年11月21日
- タウンニュース「人物風土器」　2022年10月14日

■ 雑誌　
- 紅茶専門誌「Tea Time」にアンティーク探しの旅 NO ANTIQUE NO LIFE を連載2019年7月〜2022年12月
- 自動車情報誌「ベストカー」2018年6月号　愛のクルマバカ列伝
- 自動車情報誌「CARトップ」2021年3月号
- シャーロックホームズマガジン2022年冬号Sherlock Holmes Magazine Issue 11　https://www.sherlockholmesmag.co.uk/

## 著書
- 『英国 記憶の記録』NO ANTIQUE NO LIFE　写真: 森日出夫、被写体: 土橋正臣 出版社 BAM出版 発売日2023年4月2日
- 『隈研吾 鎌倉に小さな英国アンティーク博物館をつくる訳』 著者 土橋正臣、監修 隈研吾、写真 森日出夫 出版社　成山堂書店 発売日2022年9月19日
- 『そこまでやるか！土橋くん』 著者 土橋正臣 出版社 BAM出版 発売日2020年11月25日